# Eugen Crespi

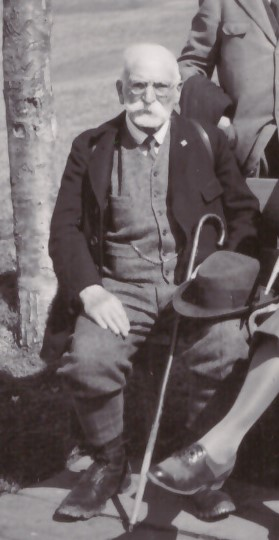
Hofrat Eugen Crespi

Eugen Crespi, bis 1919 Eugen Crespi Ritter von Fahnenburg (* 11. Dezember 1854 in Zadar; † 2. März 1952 in Innsbruck), war ein österreichischer Jurist und Bergsteiger.

## Leben und Ausbildung

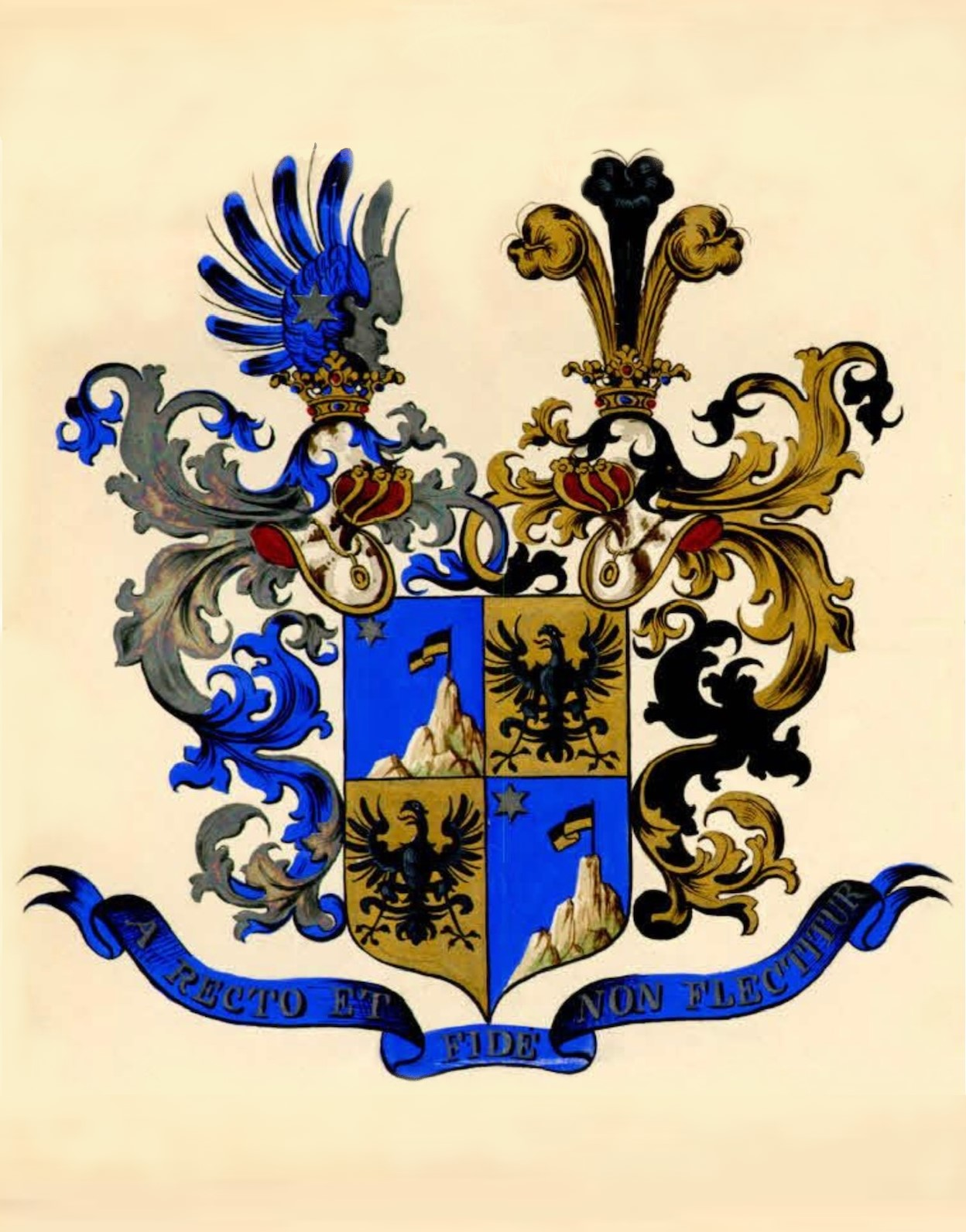
Wappen der Familie Crespi Ritter von Fahnenburg

Eugen Crespi von Fahnenburg war der Sohn des k.k. Titular-Hofrates der dalmatinischen Statthalterei Cajetan Crespi Ritter von Fahnenburg (* 1803 in Mailand; † 16. August 1882 in Wien) und der Catarina Crespi Edlen von Fahnenburg geb. Turszky (* 1821 in Prag; † 7. Februar 1883 in Wien). Sein Vater war als Ritter des Ordens der Eisernen Krone III. Klasse am 30. November 1854 mit dem Prädikat „von Fahnenburg“ in den Ritterstand erhoben worden.
Eugen Crespi war von 1864 bis 1876 Zögling der k.k. Theresianischen Akademie und studierte nach Absolvierung der K.k. Akademie für Orientalische Sprachen in Wien von 1876 bis 1880 an der Universität Wien das Studium der Rechte. Anschließend trat er als Rechtspraktikant bei Gericht ein.

## Berufsleben
Im Zuge seines Dienstes als Richteramtsanwärter wurde er 1889 im Sprengel des Kreisgerichtes Wiener-Neustadt als Bezirks-Gerichts-Adjunkt am k.k. Bezirksgericht Baden (das damals u. a. zuständig für die Gemeinde Alland samt Katastralgemeinde Mayerling) zugeteilt und war dort am Rande auch in die Ereignisse um den Tod des Kronprinzen Rudolf und der Baronesse Mary Vetsera in involviert, worüber er jedoch zeitlebens Stillschweigen bewahrte. Es wird vermutet, dass er aufgrund seiner Verschwiegenheit später zum k.k. Oberlandesgerichtsrat ernannt, mit dem Orden der Eisernen Krone III. Classe ausgezeichnet und anlässlich seiner Pensionierung taxfrei zum Hofrat befördert wurde, obwohl er nie ein höheres Richteramt bekleidet hatte. Während seiner aktiven Zeit als Richter betätigte sich Crespi im Vorstand des Wiener Unterstützungsvereins für aus der Haft Entlassene und Familien von Verhafteten.

## Bergsteiger
Am 4. Juni und am 15. Oktober 1899 führte der 45-jährige Crespi gemeinsam mit dem Lehrer und Gründer der Bergrettungsstelle in Puchberg, Ferdinand Bürkle, sowie mit Otto Kauer (später Hofrat und leitender Staatsanwalt am Kreisgericht Steyr) und Moritz Edlen von Statzer (praktischer Arzt und von 1904 bis 1906 Präsident des Österreichischen Touristenklubs) eine Erstbegehung des Stadelwandgrates am Schneeberg (Schwierigkeitsgrad II+, 250 Höhenmeter, höchster Punkt 2075 m) durch. Zu seinem 80. Geburtstag hieß es:

„Ein 80jähriger eifriger Bergwanderer. Heute vollendet in Innsbruck Hofrat i. P. Eugen Crespi R. v. Fahnenburg sein 80. Lebensjahr bei voller geistiger und körperlicher Rüstigkeit. […] Seit seiner Jugend ist er ein begeisterter Bergsteiger, der nicht nur im alten Oesterreich, sondern auch im Auslande viele schwierige Bergfahrten machte, und auch heute noch kann man dem alten, liebenswürdigen Herrn auf vielstündigen Bergwanderungen begegnen. Dem Jubilar wurde vom D(eutschen) u(nd Oe(sterrechischen) Alpenverein anläßlich der Feier des 80. Geburtstages das Goldene Edelweiß für 50jährige Mitgliedschaft mit herzlichen Glückwünschen zugesendet.“

 Aus Liebe zu den Bergen und zum Bergsteigen übersiedelte Crespi nach seiner Pensionierung gemeinsam mit seinem Bergkameraden Otto Kauer nach Innsbruck.

## Auszeichnungen und Ehrungen
- Ritter des Ordens der Eisernen Krone, 3. Classe (1916)
- Besitzer der Jubiläums-Erinnerungs-Medaille für Zivil-Staatsbedienstete
- Besitzer des Jubiläumskreuzes für Zivil-Staatsbedienstete
- Goldenes Edelweiß für 50-jährige Mitgliedschaft im Deutschen und Österreichischen Alpenverein (1934)[3]